# Risögrund
Risögrund ist ein Ort (tätort) in der schwedischen Provinz Norrbottens län, in der historischen Provinz (landskap) Norrbotten.
Risögrund gehört zur Gemeinde Kalix und innerhalb dieser seit 1. Januar 2016 zum Distrikt Nederkalix, benannt nach dem Kirchspiel (socken), das diesen Namen seit 1644 trägt. Es liegt etwa 55 km Luftlinie nordöstlich der Provinzhauptstadt Luleå und 7 km südöstlich der Ortsmitte von Kalix am linken Ufer des Flusses Kalixälven gegenüber von Nyborg, wenig oberhalb der Mündung in die Bottenwiek der Ostsee.
Mit knapp 600 Einwohnern (2015) ist Risögrund die fünftgrößte Ortschaft der Gemeinde. Der nördliche Teil des Ortes wird auch als Risön bezeichnet.
Nördlich am Ort vorbei führt die Europastraße 4 (Europaväg 4); durch den Ort verläuft die sekundäre Provinzstraße BD 709, die zwischen dem nordwestlich benachbarten Bredviken und Risögrund von der Europastraße abzweigt und sich in das südöstlich benachbarte Karlsborg fortsetzt.